# Fairey Flycatcher
Il Fairey Flycatcher fu un aereo da caccia imbarcato monomotore, monoposto e biplano, sviluppato dall'azienda aeronautica britannica Fairey Aviation Company Limited nei primi anni venti.
Rimasto in servizio nel periodo 1923 – 1934, venne realizzato nelle versioni terrestre (uso da portaerei) ed idrovolante (catapultato da grandi navi da guerra).

## Storia del progetto
Nel 1922 l'Air Ministry, il dipartimento del governo britannico che aveva la responsabilità di gestire l'intera aviazione nazionale, emise una specifica, indicata come Specification N6/22, per la fornitura di un aereo da caccia ed idrovolante imbarcato monoposto che sostituisse il Gloster Nightjar, introdotto dal giugno di quell'anno nei reparti della Royal Air Force (RAF). La specifica prevedeva, tra le altre richieste, l'utilizzo come propulsore un motore radiale raffreddato ad aria, o l'Armstrong Siddeley Jaguar, dall'architettura a 14 cilindri doppia stella, o il Bristol Jupiter, 9 cilindri su singola stella. Al concorso parteciparono due aziende nazionali, la Fairey e la Parnall, allora con sede a Yate.
L'ufficio tecnico della Fairey elaborò un progetto dall'impostazione generale, per l'epoca, convenzionale, realizzato in tecnica mista, abbinando parti in struttura metallica ad altre in legno, dalla cellula monoposto e dalla velatura biplana, adottando tuttavia una serie di accorgimenti tecnici per facilitare al pilota le impegnative manovre di appontaggio tipiche dei velivoli che operavano dal ponte di una portaerei.

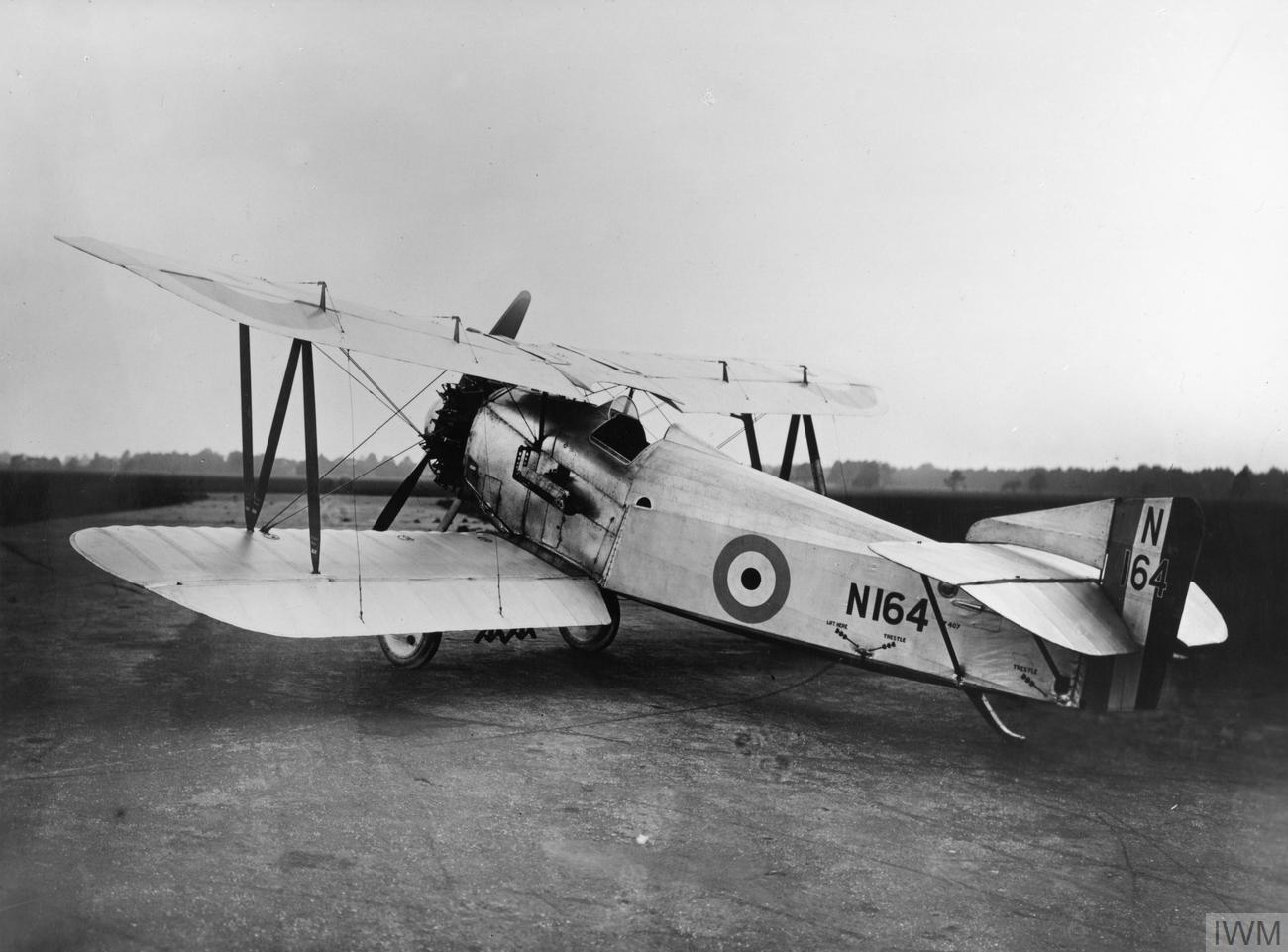
Il Flycatcher N164 fotografato nel 1923.

Il prototipo del Flycatcher (N163), in configurazione terrestre, compì il primo volo il 28 novembre 1922, ai comandi del pilota collaudatore dell'azienda Vincent Nicholl, motorizzato con un Armstrong Siddeley Jaguar II. A questo fecero seguito altri due esemplari, come il primo assemblati ad Hamble-le-Rice, l'N164 in configurazione idrovolante, primo volo dalle acque attorno Hamble-le-Rice sempre con Nicholl e l'N165 in configurazione anfibia, richiesti dalle autorità militari per avviare il modello a prove di valutazione comparativa con il concorrente Parnall Plover. Le prove di volo che si susseguirono convinsero la commissione esaminatrice a preferire la proposta della Fairey. Tra il 1922 e il 1923 furono costruiti due lotti, destinati allo sviluppo e alla produzione, per un totale di 9 unità, con la produzione che proseguì fino al 1930 raggiungendo 192 esemplari di produzione in serie, tutti costruiti ad Hayes, l'ultimo dei quali portava la numerazione progressiva S1418.

## Tecnica
Il Flycatcher è stato un progetto notevole per i suoi tempi e uno dei primi aerei progettati specificamente per operazioni da portaerei. I flap si estendevano per tutto il bordo di uscita delle ali, consentendo al velivolo di usare soltanto 46 metri di lunghezza del ponte per decollare e atterrare.
La fusoliera era costruita con legno e metallo con una copertura in tessuto.
Il carrello poteva essere sostituito con due galleggianti o una combinazione ruote/galleggianti per uso anfibio.
Freni idraulici furono aggiunti per aiutare l'aereo a fermarsi nello spazio limitato di una portaerei. I ganci di arresto sotto al carrello erano una caratteristica dei primi modelli, progettati per fermare il velivolo con i fili d'arresto.

## Impiego operativo

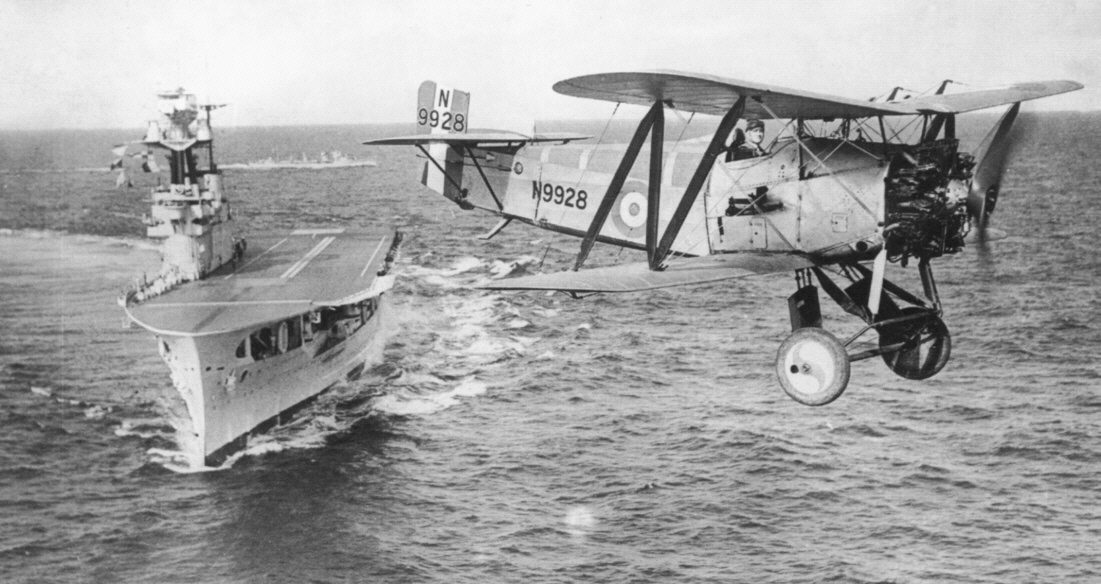
Un Flycatcher del 401 Flight in volo sopra la portaerei, 1930.

La produzione del Flycatcher iniziò nel 1923; esso entrò in servizio con il volo N° 402 Fleet Air Arm. Il Flycatcher volò da tutte le portaerei del suo periodo.
Molto popolare presso i piloti, era facile da pilotare e molto maneggevole. È grazie al Flycatcher che la Fleet Air Arm svilupperà le tattiche di combattimento utilizzate nella seconda guerra mondiale.
Il velivolo fu in servizio nella Home Fleet, nella Mediterranean Fleet, nella East Indies Station e in Cina.
Durante il servizio in Cina, il Flycatcher fu impiegato attivamente contro i pirati cinesi vicino a Hong Kong.

## Varianti
Flycatcher Mk I
Aereo da caccia monoposto per la Royal Navy.
Flycatcher Mk II
Prototipo che doveva rimpiazzare il modello Mk I; totalmente differente dalla prima versione, Mk II era interamente in metallo; effettuò il primo volo nell'ottobre 1926; era in competizione con il Gloster Gnatsnapper, il Hawker Hoopoe, l'Armstrong Withworth Starling e il Vickers Type 123/141 per aderire alla specifica N° 21/26, in seguito abbandonata; non fu prodotto.

## Utilizzatori
Argentina
- Aviación Naval

operò con un esemplare.
 Regno Unito
- Royal Air Force
  - High Speed Flight RAF
- Fleet Air Arm

## Esemplari attualmente esistenti

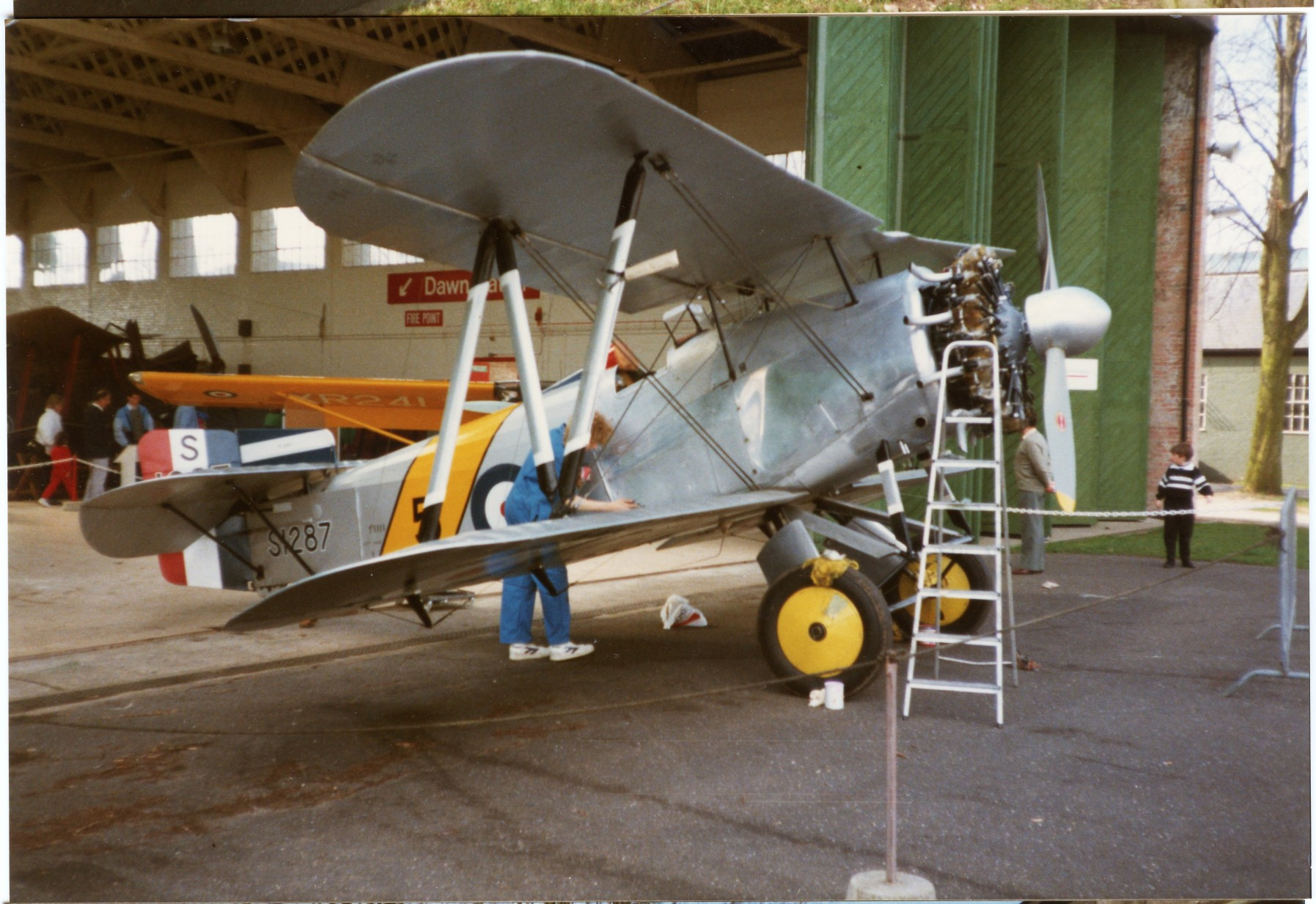
La replica del Flycatcher a Duxford.

Attualmente è esposta al pubblico, presso il Fleet Air Arm Museum, una replica (S1287) realizzata nel 1977.
Il velivolo, costruito su iniziativa di un privato venne portata in volo nel 1979 e, dopo aver partecipato a varie manifestazioni aeree venne condotta nel suo ultimo volo verso la RNAS Yeovilton nel 1996. Da quell'anno è esposta al pubblico nel Cobham Hall come parte della Reserve Collection.